# Vovbržani
Koroška grofovska rodbina Grofov Vovbrških se pojavlja v času od leta 1050 do 1322. Rodbina po domnevi nekaterih slovenskih zgodovinarjev izvira iz Saške od koder se je na Koroškem prvi pojavil Gero (1050–1070), ki naj bi bil poročen s hčerko grofice Heme Krške. V hierarhičnem položaju na Koroškem so bili takoj za vojvodo, niso pa bili nič nižjega izvora od samih vojvod in Ortenburških grofov. Vovbrški grofje, sice niso bili "državni grofje", pa vendar so imeli polno civilno in kazensko sodno pristojnost ali pravico do krvnega sodstva. Po dokumentu iz leta 1230 so imeli to pravico za svoja gospostva na Kranjskem in po dokumentu iz leta 1241 za svoja posestva v Savinski dolini, zato lahko toliko bolj domnevamo, da so imeli enako pravico tudi za svojo grofijo Vovbre na Koroškem.
Vovbrški grofje so poimenovani po (nemško Haimburg, Hunnenburg, Huenburg) to je po svojem izvornem gradu Vovbre  na  Koroškem. Rodbina je izumrla z grofom Hermanom leta 1322. Bil je sin Ulrika II. Vovbrškega in Neža Badensko-Avstrijska. Hermanova sestra Katarina († 1316) se je leta 1287 poročila z Ulrikom I. Žovneškim,  prednikom kasnejših Celjskih grofov.

## Rodbinsko drevo
(po Karlmanu Tanglu u. a.)
- Gero I. - grof Trušenjski (1072) (ali Weriand?) ∞ N.N. Breška
  - Viljem I. (*~ 1062 - † ~ 1107) - Viljem Pozzuolski, grof Trušenjski in Selški (Vovbre) ∞ N.N. grofica Selška
    - Otvin   (*~ 1112 - † pred 1141)
      - Viljem II. Vovbrški  (*~ 1121 - † ~ 1185) 
        - Brigita Vovbrška (†po 1199)  ∞  Oton II. Ortenburški († ~ 1197)

      - Ulrik I. Vovbrški in grof maltanski  (*~ 1120 - † 14. marec 1192) ∞ N. Maltansko
        - Gero II. Vovbrški (*~ 1167 - † 17. marec 1212) ∞ Elizabeta, hči Rapoto I. Ortenburški
          - Viljem IV. Vovbrški  (*~ 1184 - † 22. marec 1249)
            - Henrik Vovbrški (†10.1. 1256) - 1243/44 mojster Nemškega viteškega reda v Latviji (Livoniji)
            - Euphemia Vovbrška ∞ Hugo VI. Taufers († 1309)
            - Ulrik II. Vovbrški (*~ 1230 - † 5.12.1308) ∞ Neža Badensko-Avstrijska († 1295)
              - Friderik Vovbrški  (*~ 1271 - † 1316/17) , odvetnik Samostana Gornji grad, ∞ Adelajda Auffensteinska († 1312–1317)
              - Herman Vovbrški († 1322) (izumrtje rodbine po moški liniji) ∞ Elizabeta, hči Alberta III. Goriškega
              - Margareta Vovbrška ∞ 1) Liutpold III. Žovneški († 1286), ∞ 2) 1288 Ulrik IV. Pfanberški († 1311/18)
                - Ulrik V. Pfanberški († 1354) (sodedič)

              - Elizabeta Vovbrška († po 1257 brez otrok) ∞ 1) po 1279 Herman Pfanberški († 1287), ∞ 2) po 1297 Henrik von Hohenlohe († po 1327)
              - Katarina Vovbrška († po 1315), ∞ Ulrik II. Žovneški († med 1314 in 1318)
                - Friderik I. Celjski († 1359/60), (sodedič)

          - Albert Vovbrški (1221–1252) (†~ 1252) - kanonik v Pasavu

        - Viljem III. Vovbrški začetnik grofov Strmških grof Loški in Mallentinski (1121, 1231) (*~ 1160 - †~ 1230) ∞ (1187) Kunigunda, hči Leopolda Gutenberškega,  (veje Vovbrških)
          - Ulrik (II.) Strmški (Vovbrški) (1244, 1252, 1270)  ∞ Katarina Pfanberška

        - Popo II. Vovbrški  (1191-1220) - Kaplan v Salzburgu, Pičenski škof (1220 -1231)
        - Kolo Vovbrški (18. marec 1192)
        - Vulfing Vovbrški  (18. marec 1192)

    - Popo I. Vovbrški (* ~ 1087 † ~ 1141) grof Kranjski
      - Hedvika Vovbrška (* ~ 1090 † 1. december 1162) ∞ (2) grof Alberta II. Bogenskega (†~ 1147)– mati Bertolda grofa Bogenskega

    - Pilgrim Vovbrški /Pilgrim Puzol/Pilgrim Hohenwartski (1135) (†~ 1162) - točaj Oglejskih patriarhov
      - Gunter Savinjski mejni grof (Gunther von Soune) (†~ 1144)

    - Valhun Vovbrški (†  1136)

## Ministeriali Vovbrških grofov; vitezi:
- Guštanjski,
- Wartheimerji,
- Vivšniški (Weißeneggi)
- Turni,
- Schrankbaumerji,[1]
- Labotniški,
- Lauspergerji,
- Neuhausi,
- Kacenštajnski (pri Šoštanju),
- Ungnadi,
- Mordaxi.

## Posesti
Vovbržani so imeli posesti na Koroškem, Štajerskem  in Kranjskem.

### Koroška
- Rauterburg (nad Vovbrami) (1070–1103) ob cesti v Trušnje
- Vovbre (Haimburg) (1103–1322) z delom Labotske doline
- Grad Hartneidstein (Bamberški fevd) (1300-1322)
- Grad Dravograd (1261-1279, 1288-1322)
- Grad Pliberk  (konec 12. st. - 1322)
- Vovbrški dvor (konec 12. st. - 1322)
- Grad Suha (Neuhaus) (konec 12. st. - 1322)
- Možberk - Blatograd
- Grad Srednje Trušnje (fevd Krških škofov) (1261–1322)
- Grad Mannsberg
- Grad Guštanj (fevd Bamberških škofov) (1281–1322)
- Grad Kamen v Podjuni (1296–1322)
- Grad Pukštajn (1290 - 1302)

### Štajerska
- Arnež (1246–1293)
- Celjski grad
- Grad Gornji Voitsberg in mesto  Voitsberg (1279–1285)
- Grad Gjaidhof (1279-1292)
- Grad Tobelbad (1279-1292)
- Grad Gösting (1260-1295)
- Offenburg (pri Judenburgu) (1279–1322)
- Grad Žlemberk (pri Lučanah) (1282-1322)
- Grad Šoštanj  (1286–1322)
- Grad Laško (1260-1292)
- Grad Turn pri Velenju (1296–1322)
- Grad Žaženberk (1270-1320)
- Trg Žalec (1270–1322)
- Grad Freudeneck (1270–1322)
- Grad Klauzenštajn

#### V fevdu od Oglejskih patriarhov
- Braslovče trg (1282–1322)
- Grad Forhtenek (1270–1322)
- Grad Vrbovec (1282–1322)
- Mozirje trg (1282–1322)
- Grad Gornji Grad (1282–1322)

### Kranjska
- Lesce pri Radovljici,
- Suha pri Predosljah,
- Dvorec Novi dvor, Preddvor (do 1147),
- Grad Žebnik pri Radečah (Ulrik II. Vovbrški do 1293)
- Grad Erkenštajn (1282 - 1322)
- Grad Lož (1150 - 1244),